# C27H24F3NO
化学式C27H24F3NO（摩尔质量：435.49 g/mol）可以指：
- JWH-363，CAS号：914458-33-6
- JWH-372，CAS号：914458-28-9
- JWH-348，CAS号：914458-41-6

|  | 这个同类索引页列出了具有相同分子式的化学物（即同分異構體）条目。 除非您是有意链接至本页，否则应将相应条目的内部链接指向正确的条目。 |